# Каширский район (Воронежская область)
Каши́рский райо́н — административно-территориальная единица (район) и муниципальное образование (муниципальный район) на севере Воронежской области России.
Административный центр — село Каширское.

## География
Район расположен в лесостепной зоне на крайнем юго-западе Окско-Донской равнины и характеризуется равнинным рельефом.
Основные реки — Дон, Тамлык, Хворостань.

## История
Территория современного Каширского района лишь в конце XVI века стала входить в состав Российского государства.
В результате острой борьбы с татарскими набегами заселение края затянулось на столетия. Основная масса населения в тот период — это служилые люди: стрельцы и казаки. Крестьянских хозяйств было крайне мало, а в некоторых уездах крестьянское население отсутствовало вообще. В результате этого на вновь присоединённых землях стали образовываться так называемые «ухожеи». Ухожеями назывались определённые, разграниченные участки территории, включавшие в себя земли вдоль бассейна какой-либо реки, сдаваемые государством в аренду, главным образом для пушного промысла и рыбной ловли.
В 1625 году царь Михаил Романов, откликнувшись на просьбу монахинь, пожаловал ухожей Воронежскому Покровскому женскому монастырю. Образованный в 1623 году в городе Воронеже Покровский монастырь был маломощным, крестьян имел мало и освоить огромный Форосанский ухожей не мог. Для эксплуатации приобретенной вотчины монастырские старцы прибегали к опробованной системе откупов, отдавая реку Форосань (Хворостань) и два порта в аренду за 7-10 рублей в год.
В XVII веке на землях Покровского монастыря появилось сельцо Избыльское, но оно просуществовало недолго, так как его разорили татары. Позднее в устье реки возникло село Хворостань, однако большая часть ухожея оставалась незаселённой и такое положение сохранялось до второй половины XVIII столетия.
В 1764 году Указом Екатерины II в результате секуляризации в России было частично ликвидировано церковное и монастырское землевладение. Бывшие монастырские крестьяне становились государственными и получали наименование «экономических крестьян».
В 1870 году по территории нынешнего Каширского района проложена железная дорога «Воронеж — Ростов-на-Дону». Также была открыта железнодорожная станция Олень-Колодезянская, названная по сложившейся традиции, по названию ближайшего села. При станции образована земская станция для доставки пассажиров к селам.
В 1869 году открыто Левороссошанское волостное одноклассное училище. В 1888—1889 годах в нём училось 123 мальчика и 7 девочек. С 1884 года его попечителем являлся крестьянин Филипп Григорьевич Суров.

### XX век
В 1915 году в Левороссошанской волости начал работать временный противоэпидемический врачебно-наблюдательный пункт, закрытый в сентябре 1916 года, что привело к решению открытия постоянного врачебного учреждения в волостном центре. Больница была открыта в 1917 году, помещение для неё выделило Левороссошанское кредитное товарищество, а сельскохозяйственное общество перечислило 750 рублей и выделило 3 десятины земли.
В 1928—1934 годах существовал Левороссошанский район в составе Центрально‑Чернозёмной области. В 1934—1959 годах Левороссошанский район находился в составе Воронежской области.
Первоначально Каширский район был образован в мае 1939 года в результате разукрупнения Левороссошанского района. С 1936 по 1959 год район был самостоятельной территориально-административной единицей Воронежской области. Однако районным центром являлось не село Каширское, а более крупное село Московское.
4 марта 1959 года район был упразднён, а территория возвращена Левороссошанскому району.
Вторично Каширский район образован 24 марта 1977 года Указом Президиума Верховного Совета РСФСР в результате разукрупнения Новоусманского района.

## Население
| 1989    | 2002    | 2009    | 2010    | 2011    | 2012    | 2013    |
| ------- | ------- | ------- | ------- | ------- | ------- | ------- |
| 30 414  | ↘27 106 | ↘26 082 | ↘25 268 | ↘25 138 | ↘25 010 | ↘24 823 |
| 2014    | 2015    | 2016    | 2017    | 2018    | 2021    | 2025    |
| ↘24 683 | ↘24 343 | ↘24 212 | ↘24 005 | ↘23 802 | ↘23 122 | ↘22 571 |

### Национальный состав
По итогам переписи населения 2020 года проживали следующие национальности (национальности менее 0,1 % и другое, см. в сноске к строке «Другие»):
| Национальность | Численность, чел. | Доля     |
| -------------- | ----------------- | -------- |
| Русские        | 22 315            | 96,51 %  |
| Цыгане         | 134               | 0,58 %   |
| Армяне         | 120               | 0,52 %   |
| Украинцы       | 52                | 0,22 %   |
| Таджики        | 46                | 0,20 %   |
| Азербайджанцы  | 35                | 0,15 %   |
| Другие         | 420               | 1,82 %   |
| Итого          | 23 122            | 100,00 % |

## Муниципально-территориальное устройство
В Каширский муниципальный район входят 14 муниципальных образований со статусом сельских поселений:
| №  | Муниципальное образование             | Административный центр     | Количество населённых пунктов | Население | Площадь, км2 |
| -- | ------------------------------------- | -------------------------- | ----------------------------- | --------- | ------------ |
| 1  | Боевское сельское поселение           | село Боево                 | 1                             | ↘1961     | 93,49        |
| 2  | Данковское сельское поселение         | село Данково               | 3                             | ↘1466     | 81,21        |
| 3  | Дзержинское сельское поселение        | посёлок имени Дзержинского | 2                             | ↗1903     | 62,50        |
| 4  | Запрудское сельское поселение         | село Запрудское            | 1                             | ↘683      | 57,80        |
| 5  | Каменно-Верховское сельское поселение | село Каменно-Верховка      | 1                             | ↗437      | 65,04        |
| 6  | Каширское сельское поселение          | село Каширское             | 4                             | ↗4333     | 124,15       |
| 7  | Колодезянское сельское поселение      | посёлок Колодезный         | 2                             | ↘6193     | 80,37        |
| 8  | Кондрашкинское сельское поселение     | село Кондрашкино           | 3                             | ↘707      | 46,06        |
| 9  | Краснологское сельское поселение      | село Красный Лог           | 1                             | ↘1347     | 96,49        |
| 10 | Круглянское сельское поселение        | село Круглое               | 2                             | ↘861      | 47,73        |
| 11 | Левороссошанское сельское поселение   | село Левая Россошь         | 1                             | ↘1054     | 52,49        |
| 12 | Можайское сельское поселение          | село Можайское             | 5                             | ↘1347     | 144,05       |
| 13 | Мосальское сельское поселение         | село Мосальское            | 1                             | ↘537      | 49,14        |
| 14 | Старинское сельское поселение         | село Старина               | 3                             | ↘749      | 59,68        |

## Населённые пункты
В Каширском районе 30 населённых пунктов.
| №  | Населённый пункт           | Тип     | Население | Муниципальное образование             |
| -- | -------------------------- | ------- | --------- | ------------------------------------- |
| 1  | 40 лет Октября             | посёлок | 44        | Дзержинское сельское поселение        |
| 2  | Бирюченское                | село    | ↘148      | Каширское сельское поселение          |
| 3  | Боево                      | село    | ↘1961     | Боевское сельское поселение           |
| 4  | Верхнее Марьино            | село    | ↘108      | Старинское сельское поселение         |
| 5  | Данково                    | село    | ↘1226     | Данковское сельское поселение         |
| 6  | Запрудское                 | село    | ↘683      | Запрудское сельское поселение         |
| 7  | Ильича                     | посёлок | 283       | Можайское сельское поселение          |
| 8  | Каменно-Верховка           | село    | ↗437      | Каменно-Верховское сельское поселение |
| 9  | Карамышево                 | посёлок | 61        | Данковское сельское поселение         |
| 10 | Каширское                  | село    | ↘4166     | Каширское сельское поселение          |
| 11 | Колодезный                 | посёлок | ↘5253     | Колодезянское сельское поселение      |
| 12 | Коломенское                | село    | ↘229      | Кондрашкинское сельское поселение     |
| 13 | Коммуна                    | посёлок | 57        | Можайское сельское поселение          |
| 14 | Кондрашкино                | село    | ↘597      | Кондрашкинское сельское поселение     |
| 15 | Красная Хворостань         | посёлок | 7         | Кондрашкинское сельское поселение     |
| 16 | Красные Солонцы            | посёлок | 19        | Каширское сельское поселение          |
| 17 | Красный Лог                | село    | ↘1347     | Краснологское сельское поселение      |
| 18 | Круглое                    | село    | ↘826      | Круглянское сельское поселение        |
| 19 | Ламакин                    | хутор   | 0         | Каширское сельское поселение          |
| 20 | Левая Россошь              | село    | ↘1054     | Левороссошанское сельское поселение   |
| 21 | Михайловка                 | хутор   | 46        | Круглянское сельское поселение        |
| 22 | Михалёвский                | хутор   | 8         | Можайское сельское поселение          |
| 23 | Можайское                  | село    | ↘722      | Можайское сельское поселение          |
| 24 | Мосальское                 | село    | ↘537      | Мосальское сельское поселение         |
| 25 | Олень-Колодезь             | село    | ↗940      | Колодезянское сельское поселение      |
| 26 | Посёлок имени Дзержинского | посёлок | 1838      | Дзержинское сельское поселение        |
| 27 | Рябчево                    | посёлок | ↘266      | Данковское сельское поселение         |
| 28 | Солонцы                    | село    | ↘199      | Старинское сельское поселение         |
| 29 | Старина                    | село    | ↘531      | Старинское сельское поселение         |
| 30 | Степной                    | посёлок | 504       | Можайское сельское поселение          |

## Экономика
Производство сельскохозяйственной продукции является основной отраслью экономики района. Главными производителями животноводческой и растениеводческой продукции являются сельскохозяйственные организации. Крестьянские фермерские хозяйства производят в основном продукцию растениеводства: подсолнечник, зерновые, в меньшей степени сахарную свёклу.

## Транспорт
По территории района проходит железнодорожная магистраль «Москва—Воронеж—Ростов», которая связывает район с городом Воронеж и соседним Лискинским районом. Имеется железнодорожная станция Колодезная. Через район проходит автомагистраль федерального значения «Москва—Ростов».

## Известные уроженцы
- Бушмин, Алексей Сергеевич — советский литературовед, доктор филологических наук, академик АН СССР. Родился 2 (15) октября 1910 в селе Левая Россошь.
- Величко, Владимир Макарович — советский государственный деятель, организатор экономики, промышленности и производства. Первый заместитель Премьер-министра СССР (1991). Родился 23 апреля 1937 года в селе Можайское.
- Кожевникова Карина — российская джазовая певица. Родилась 7 февраля 1978 года в селе Боево.
- Макашов, Альберт Михайлович — советский военачальник, генерал-полковник. Родился 12 июня 1938 года в селе Левая Россошь.
- Маслов, Илья Петрович — старшина РККА, участник Великой Отечественной войны, Герой Советского Союза (1945). Родился в 1914 году в селе Каширское.
- Хренов, Виктор Алексеевич — советский военный деятель, вице-адмирал. Родился в 1913 году в селе Коломенское.